# Valentino Venetucci
Valentino Alessandro Nicolás Venetucci (Santa Fe, Argentina; 27 de febrero de 2003) es un futbolista argentino. Juega como mediocampista ofensivo y su primer equipo fue Unión de Santa Fe. Actualmente milita en Sportivo Italiano de la Primera B.

## Trayectoria

### Unión de Santa Fe
Nacido en Santa Fe, Valentino Venetucci comenzó de muy chico en la Escuelita de Fútbol de Unión, luego se fue jugar a la UNL por un par de años para finalmente regresar a la institución rojiblanca tras superar una prueba. Allí pasó por casi todas las categorías de Liga e inferiores de AFA hasta que en 2021 comenzó a formar parte del equipo de Reserva.
En 2023 el entrenador Sebastián Méndez decidió promoverlo al plantel profesional y además lo hizo debutar con la camiseta tatengue el 4 de junio, en la victoria 2-0 como local sobre Gimnasia y Esgrima La Plata: ese día ingresó a los 43 del ST en reemplazo de Imanol Machuca. A fines de ese año, cuando estaba en edad de firmar primer contrato, el club decidió dejarlo libre.

### Deportivo Armenio
Ya con el pase en su poder, a principios del 2024 se incorporó a Deportivo Armenio de la Primera B.

### Sportivo Italiano
En julio de 2025 fue cedido a préstamo a Sportivo Italiano.

## Clubes
- Actualizado al 8 de agosto de 2025

| Club                        | Div.                | Temporada           | Liga | Liga | Copa Nacional | Copa Nacional | Copa Internacional | Copa Internacional | Total | Total |
| Club                        | Div.                | Temporada           | PJ   | G    | PJ            | G             | PJ                 | G                  | PJ    | G     |
| --------------------------- | ------------------- | ------------------- | ---- | ---- | ------------- | ------------- | ------------------ | ------------------ | ----- | ----- |
| Unión Argentina             | 1.ª                 | 2023                | 1    | 0    | 0             | 0             | -                  | -                  | 1     | 0     |
| Unión Argentina             | Total               | Total               | 1    | 0    | 0             | 0             | -                  | -                  | 1     | 0     |
| Deportivo Armenio Argentina | 3.ª                 | 2024                | 40   | 2    | -             | -             | -                  | -                  | 40    | 2     |
| Deportivo Armenio Argentina | 3.ª                 | 2025                | 17   | 1    | 2             | 0             | -                  | -                  | 19    | 1     |
| Deportivo Armenio Argentina | Total               | Total               | 57   | 3    | 2             | 0             | -                  | -                  | 59    | 3     |
| Sportivo Italiano Argentina | 3.ª                 | 2025                | 5    | 0    | -             | -             | -                  | -                  | 5     | 0     |
| Sportivo Italiano Argentina | Total               | Total               | 5    | 0    | -             | -             | -                  | -                  | 5     | 0     |
| Total en su carrera         | Total en su carrera | Total en su carrera | 63   | 3    | 2             | 0             | -                  | -                  | 65    | 3     |